# Església Evangèlica Luterana Unida d'Alemanya
L'Església Evangèlica Luterana Unida d'Alemanya (en alemany:Vereinigte Evangelisch-Lutherische Kirche Deutschlands) (VELKD) va ser fundada el 8 de juliol de 1948 a Eisenach, Alemanya. S'estima que aplega aproximadament 7,3 milions de persones.
Totes les seus esglésies membres pertanyen a l'Església Evangèlica a Alemanya, amb la qual col·labora estretament.
L'oficina de VELKD està integrada a l'oficina de l'Església Evangèlica a Alemanya pel que fa al contingut i l'administració des de l'1 de gener de 2018.
La seu de la VELKD és a Hannover. El bisbe principal és Ralf Meister.

## Principals bisbes de la VELKD
- 1948–1949: Wilhelm Henke
- 1949–1955: Hans Meiser
- 1955–1969: Johannes Lilje
- 1969–1975: Hans-Otto Wölber
- 1975–1978: Eduard Lohse
- 1978–1981: Gerhard Heintze
- 1981–1990: Karlheinz Stoll
- 1990–1993: Gerhard Müller (teòleg)|Gerhard Müller
- 1993–1999: Horst Hirschler
- 1999–2005: Hans Christian Knuth
- 2005–2011: Johannes Friedrich
- 2011-2018: Gerhard Ulrich
- 2018-actual: Ralf Meister

## Membres
- Església Evangèlica Luterana de Baviera
- Església Evangèlica Luterana a Brunswick
- Església Evangèlica Luterana de Hanover
- Església Evangèlica Luterana del Nord d'Alemanya
- Església Evangèlica Luterana de Saxònia
- Església Evangèlica Luterana de Schaumburg-Lippe
- Església Evangèlica a Alemanya Central (des de 2009)